# Álvares de Azevedo

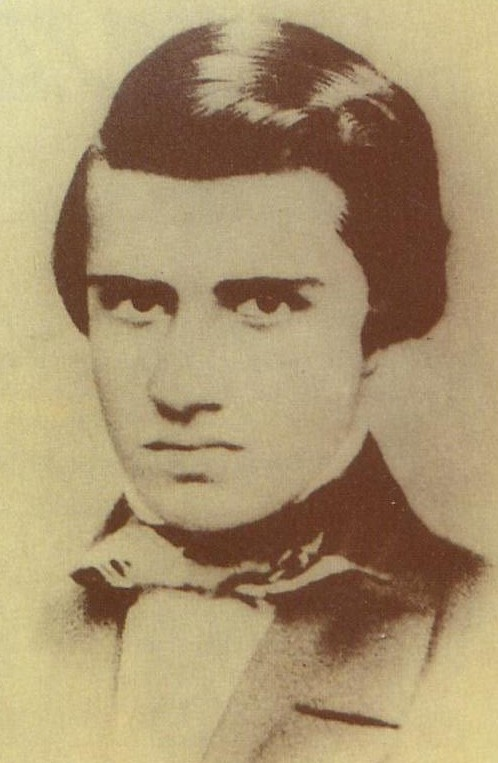
Álvares de Azevedo

Manuel Antônio Álvares de Azevedo (* 12. September 1831 in São Paulo; † 25. April 1852 in Rio de Janeiro) war ein brasilianischer Schriftsteller.
Azevedo war der größte Vertreter in der brasilianischen Literatur der Schwarzen Romantik von Lord Byron. Er hat an der Juristischen Fakultät der Universität São Paulo studiert. Azevedo starb im Alter von 20 Jahren.

## Ehrungen
Nach seinem Tod wurde Álvares de Azevedo Namensgeber für den Sitz 2 (Cadeira) der 1897 nach dem Vorbild der Académie Française gegründeten Academia Brasileira de Letras, der brasilianischen Akademie der Literatur. Er gehört somit zu den sogenannten „Unsterblichen“ (imortais) der Akademie. Erster Stuhlinhaber (1897–1934) war das Gründungsmitglied Coelho Neto.

## Werke
Bedingt durch seinen frühen Tod wurden Werke erst posthum veröffentlicht.
- 1853 Lira dos Vinte Anos. (Gedichtsammlung) Onlinetext auf Wikisource (portugiesisch)
- 1855 Macário. (Schauspiel) Onlinetext auf Wikisource (portugiesisch)
- 1855 Noite na Taverna. (Kurzerzählungen) Onlinetext auf Wikisource (portugiesisch)
- 1886 O Conde Lopo. (Episches Gedicht, nur fragmentarisch erhalten)

Neuzeitliche Ausgaben
- Teatro de Àlvares de Azevedo. Martins Fontes, São Paulo 2002, ISBN 85-336-1575-2. Enthält: Macário; Noite na taverna.
- Poesias completas. UNICAMP, Campinas 2002, ISBN 85-268-0430-8.
- Obra completa. Ed. Nova Aguilar, Rio de Janeiro 2000, ISBN 85-210-0058-8. (Biblioteca luso-brasileira. Série brasileira).